# Michael Wilson (político australiano)
Michael Wilson é um ex-político da Austrália do Sul e MP na Casa da Assembléia entre 1977 e 1985.